# Braunschweig (land)
Statul liber Braunschweig (germană Freistaat Braunschweig) a luat naștere din Ducatul Braunschweig în urma revoluției din noiembrie 1918, el fiind integrat în Republica de la Weimar. A existat până la 23 noiembrie 1946, când cea mai mare parte a sa a fost integrată în noul land Saxonia Inferioară.

## Conducatri ai Braunschweigului

### Președintele Consiliului Comisarilor Poporului Republicii Braunschweig, 1918–1919
1. 1918–1919: Sepp Oerter (USPD)
2. 1919–1920: Heinrich Jasper (SPD)

### Ministru-Președinte al Republicii Braunschweig, 1919–1946
1. 1919–1920: Heinrich Jasper (SPD)
2. 1920–1921: Sepp Oerter (USPD)
3. 1921–1922: August Junke (SPD)
4. 1922: Otto Antrick (SPD)
5. 1922: Heinrich Jasper (SPD)
6. 1924–1927: Gerhard Marquordt (DVP)
7. 1927–1930: Heinrich Jasper (SPD)
8. 1930–1933: Werner Küchenthal (DNVP)
9. 1933–1945: Dietrich Klagges (NSDAP)
10. 1945–1946: Hubert Schlebusch (SPD)
11. 1946: Alfred Kubel (SPD)

### Reichsstatthalter
Reichsstatthalter pentru Anhalt și Braunschweig (cu reședința la Dessau)
1. 1933-1935: Wilhelm Loeper
2. 1935-1937: Fritz Sauckel
3. 1937-1945: Rudolf Jordan

## Rezultatele alegerilor
1. 1922: Partidul Rural  38,0% – 23 locuri in parlament | USPD 27,6% – 17 locuri in parlament | SPD 19,8% – 12 locuri in parlament | DDP 10,7% – 6 locuri in parlament | KPD 4,0% – 2 locuri in parlament
2. 1924: SPD 37,4% – 19 locuri in parlament | DNVP 18,5% – 10 locuri in parlament | DVP 17,2% – 9 locuri in parlament | Wirtschaftliche Einheitsliste 8,3% – 4 locuri in parlament | DDP 5,3% – 2 locuri in parlament | KPD 4,5% – 2 locuri in parlament | NSFB 3,4% – 1 loc | Welfen 3,2% – 1 loc | ZENTRUM 1,6% – 0 locuri in parlament | USPD 0,6% – 0 locuri in parlament
3. 1927: SPD 46,2% – 24 locuri in parlament | DVP 14,3% – 8 locuri in parlament | DNVP 9,4% – 5 locuri in parlament | Wirtschaftsverband des Mittelstandes 8,1% – 4 locuri in parlament | KPD 4,7% – 2 locuri in parlament | | DDP/Bauernbund 4,6% – 2 locuri in parlament | NSDAP 3,7% – 1 loc | Volksrechtpartei 1,7% – 0 locuri in parlament | ZENTRUM 1,7% – 0 locuri in parlament | Welfen 1,2% – 0 locuri in parlament
4. 1930: SPD 41,0% – 17 locuri in parlament | Situatia alegerilor (DNVP, DVP, ZENTRUM u.a.) 26,0% – 11 locuri in parlament | NSDAP 22,9% – 9 locuri in parlament | KPD 6,8% – 2 locuri in parlament | DStP 3,0% – 1 loc | Volksrechtpartei 0,8% – 0 locuri in parlament | Partidul National Moderat 0,2% – 0 locuri in parlament